# Лагос (Португалија)
Лагос (порт. Lagos), или Лагош, је значајан град у Португалији, смештен у њеном југозападном делу. Град је у саставу округа Фаро, где чини једну од општина.
Некада је Лагос био познат као прво трговиште робовима у Европи (почетак 15. века). Данас је Лагос важно одредиште туриста на Алгарвеу, најпривлачнијем делу португалске обале.

## Географија
Град Лагос се налази у југозападном делу Португалије. Од главног града Лисабона град је удаљен 300 километара јужно, а од Портоа град 580 километара јужно.
Рељеф: Лагос се развио у подручју Алгарве, најјужнијем делу копнене Португалије. Град се образовао на проширеном ушћу реке у море. Градско залеђе је равничарско.
Клима: Клима у Лагосу је изразита средоземна, са веома мало падавина.
Воде: Лагос се налази на Атлантском океану, на месту где се омања речица улива у море. Ушће је проширено у данас пространу марину. Град се развио на обе обале реке.

## Историја
Подручје Лагоса насељено још у време праисторије. После тога град је имао тешко раздобље раног средњег века, када се сменило више владара. Град је коначно дошао поново у хришћанске руке 1249. године. Град је добило градска права 1573. г. Последњих деценија забележен је брз развој града, везан за туризам.

## Становништво
По последњих проценама из 2011. г. општина Лагос има око 29 хиљада становника, од чега око 20 хиљада живи на градском подручју. 
Последњих година број становника у граду брзо расте.

## Партнерски градови
- Ribeira Grande, Óbidos, Torres Vedras

## Галерија
- Поглед на Лагос
- Зграда трговишта робовима
- Шеталиште у старом делу Лагоса
- Богородичина црква, најважнија у Лагосу